# دراگان استانکوویچ
دراگان استانکوویچ (به انگلیسی: Dragan Stanković) (متولد ۱۸ اکتبر ۱۹۸۵) بازیکن تیم ملی والیبال مردان صربستان است. 
دراگان عضو تیم ملی صربستان در المپیک ۲۰۱۲ بود.